# Абрамов Сергій Єгорович
Сергій Єгорович Абрамов (10 липня 1956, Новокузнецьк, СРСР — 23 травня 2019, Іжевськ, Росія) — радянський і російський хокеїст, лівий нападник. Чемпіон світу серед молодіжних команд і чемпіон Європи серед юніорів. Майстер спорту СРСР. Заслужений працівник культури Удмуртської АРСР. Найрезультативніший гравець «Іжсталі» в чемпіонатах СРСР.

## Спортивна кар'єра
Вихованець новокузнецької хокейної школи, перший тренер — Володимир Якович Чернов. У фінальній групі юнацької першості СРСР 1973 року «Металург» переміг московський «Спартак» (8:1) і посів п'яте місце, а на Сергія Абрамова звернули увагу тренери збірної і. Наступного року в Швейцарії став срібним медалістом чемпіонату Європи і третім бомбардиром збірної СРСР. Кращу результативність показали крайні форварди першої ланки Борис Александров і Віктор Хатулєв. Усть-каменогорець через два роки стане олімпійським чемпіоном, а ленінградець — буде першим обраним серед радянських хокеїстів на драфті Національної хокейної ліги. 1975 року у Франції здобули золоті медалі завдяки переконливому реваншу над шведами (8:0). Цього разу став другим бомбардиром команди, а лідером — «спартаківець» Дмитро Федін, з яким тривалий час гратиме в Іжевську.
Того сезону в Канаді пройшов другий неофіційний чемпіонат світу серед молодіжних команд. Завдяки мінімальній перемозі над господарями турніру команда Радянського Союзу здобула золоті нагороди (4:3, вирішальну шайбу закинув Віктор Хатулєв). Абрамов забивав командам Фінляндії і США. Серед суперників слід відзначити канадця Браяна Троттьє, чехословака Петера Штястного і шведа Томаса Градіна. Додому поверталися разом з хокеїстами ЦСКА і «Крила Рад», які проводили першу клубну суперсерію проти команд НХЛ. В літак потрапила блискавка, але не завдала особливої шкоди. Влітку, разом з Василем Первухіним, отримав запрошення від московського «Динамо». Здав необхідні документи до прикордонного училища, де всі «динамівці» проходили службу, але згодом передумав і залишився вдома. На чемпіонаті світу-1976 у Фінляндії команда СРСР не втратила жодного очка і знову посіла перше місце. Абрамов відзначився влучними кидками в іграх з скандінавськими командами. На всіх чотирьох турнірах грав разом з одноклубниками Анатолієм Степановим і Сергієм Лантратовим. Його партнерами у цих командах були гравці, які згодом захищали кольори і національної збірної. Це зокрема, воротарі Юрій Шундров, Володимир Мишкін, захисники Зінетулла Білялетдінов, Сергій Бабінов, В'ячеслав Фетісов і нападник Микола Дроздецький.
У березні 1976 року виступав за другу збірну Радянського Союзу на турнірі газети «Ленинградская правда». Три команди набрали однакову кількість балів, але завдяки додатковим показникам сильнішим став колектив Віктора Тихонова.
За основну команду «Металурга» Лантратов — Степанов — Абрамов дебютували у грудні 1972 року, на той час все тріо ще навчалося у школі. У першому матчі з «Кристалом» (Електросталь) відзначився трьома закинутими шайбами. Поступово ставав одним з лідерів сибірської команди, встановив клубний рекорд результативності за сезон — 57 голів. 1976 року Віктор Тихонов запрошував до ризького «Динамо», але Сергій Абрамов не бажав їхати з рідного міста. У 1978 році був призваний на війському службу, грав за СКА (Новосибірськ) разом з кемеровськими спортсменами Сергієм Лантратовим, Олександром Корніченком, Анатолієм Степановим, Олександром Менченковим, Олегом Васюніним («Шахтар» Прокоп'євськ) і уродженцем Алма-Ати Ігорем Кузнецовим. У цей час надходили пропозиції від челябінського «Трактора», московського ЦСКА і друге від латвійського «Динамо». У розпалі сезону 1979/1980 Абрамов і Корніченко повернулися до Новокузнецька, багато забивали, а наприкінці першості поїхали допомогти «іжевським сталеварам», які боролися за місце в еліті.
Перший матч провів 5 квітня 1980 року проти челябінського «Трактора», а 30 квітня — відзначився результативною передачею у виїздній грі проти ленінградського СКА. «Іжсталі» не вдалося закріпитися у вищій лізі, але тренеру Роберту Черенкову вдалося вмовити сибіряків залишитися в Удмуртії. Іжевський колектив був не типовим для радянського спорту: після ігор і тренувань хокеїсти могли їздити додому, а не постійно сидіти на клубній базі. Керівництво виконувало обіцянки перед спортсменами, останнім платили пристойну зарплату і відповідно, було багато охочих грати в команді. Наступного сезону до них приєднався Сергій Лантратов, який пізніше звільнився з військової служби. «Сталевари» впевнено перемогли у першій лізі, а лідерами атакувальної ланки було тріо з Новокузнецька і їх партнер по молодіжці Дмитро Федін. Сергій Абрамов першу шайбу закинув у ворота СКА (Свердловськ), а в підсумку став найкращим бомбардиром першої ліги. Того сезону встановив рекорд по забитим голам у одному матчі. Відбулося це 10 жовтня, у домашній грі з челябінським «Металургом» була здобута перемога 8:3, а на рахунку форварда — 5 влучних кидків. Наступного дня «Іжсталь» знову була сильнішою (14:3), а Абрамов повторив своє досягнення.
Чемпіонат 1981/1982 «Іжсталь» розпочала 26 вересня у Воскресенську, на 27-й хвилині Сергій Абрамов закинув свою першу шайбу у вищій лізі з подачі Віктора Кутергіна. До фінальної сирени також зробив 5 результативних передач, але цього виявилося замало — «Хімік» здобув перемогу з рахунком 9:8. У матчі 33-го тура, що проходив 6 лютого 1982 року зробив найшвидший клубний хет-трик — за сім хвилин у ворота саратівського «Кристала» (з 50 по 57). До речі, ця гра є найбільшою перемогою у вищій лізі (9:0). У сезонах 1980/81, 1983/84, 1984/85, 1986/87, 1987/88 — найкращий бомбардир клубу. Кращий бомбардир першого етапу вищої ліги 1985/1986: у 22 іграх набрав 31 очко (14+17). Рекордсмен «Іжсталі» у вищій лізі по кількості зіграних матчів (218), закинутих шайб (81), результативних передач (93) і набраних очок (174). Найрезультативніший гравець в історії клубу, був капітаном команди.
На початку 90-х комаднда поїхала до Болгарії, за столичну «Славію» тоді грали Дмитро Федін і Сергій Тижних. Керівництво місцевого клуба запропонувало залишитися до кінця сезону. Потім Ігор Кузнецов запросив до Німеччини, за «Ратінген» грало багато колишніх радянських хокеїстів. Андрій Фукс, Борис Фукс, Ігор Кузнецов, Олександр Енгель, Віталій Гросман, Володимир Новосьолов, Сергій Вікулов і Олександр Вунш мали німецьке коріння, а легіонерами були воротар Андрій Карпін і олімпійський чемпіон Сергій Свєтлов. Остання вакансія досталася Абрамову. Останній сезон провів у складі глазовського «Прогреса», на той час «Іжсталь» вже була розформована.
1994 року почав створювати нову «Іжсталь». Перші два роки був головним тренером, начальником команди, бухгалтером, а також виконував всі інші необхідні обов'язки, які потрібні для функціовання колективу. Розпочали з виступів на республіканському рівні, домашні матчі проводили у Глазові. Фінансову підтримку надавав Іжевський металургійний завод, відремонтували Палац спорту. 1995 року команда стартувала у групі «Надволжя» відкритого чемпіонату Росії. У сезоні 1997/1998 гради у перехідному турнірі за право участі у Суперлізі.
1986 року Президіум Верховної Ради Удмуртської АРСР присвоїв Сергію Абрамову звання «Заслужений працівник культури Удмуртської АРСР» (першому серед хокеїстів). 1989 року відзначали 30-річчя з дня заснування «Іжсталі». З цієї нагоди провели голосування, яке мало на меті визначити найкращого гравця в історії клубу. Таким обрали Сергія Абрамова. Аналогічний результат дало опитування 2012 року, ініціатором якого була Вища хокейна ліга. Номер 18, під яким він постійно виступав виведено з обігу в удмуртській команді. Светр з № 18 знаходиться на почесному місці Палацу спорту.
Син Костянтин Абрамов — виступав за «Іжсталь», «Мечел» (Челябінськ), «Брест» (Білорусь), «Аріада-Акпарс» (Волжськ), «Супутник» (Нижній Тагіл), «Газовик» (Тюмень), «Чебоксари», «Прогрес» (Глазов).

## Досягнення
- Чемпіон світу серед молоді (2): 1975, 1976 (неофіційні турніри)
- Чемпіон Європи серед юніорів (1): 1975
- Віце-чемпіон Європи серед юніорів (1): 1974

## Статистика
Статистика виступів у лігових матчах:
| Сезон                    | Клуб                     | Ліга                     | І    | Г   | П   | О   | ШХ   |
| ------------------------ | ------------------------ | ------------------------ | ---- | --- | --- | --- | ---- |
| 1972-73                  | «Металург» Нк            | Д2                       | 17   | 5   | 1   | 6   | 0    |
| 1973-74                  | «Металург» Нк            | Д2                       | 33   | 13  | 6   | 19  | 8    |
| 1974-75                  | «Металург» Нк            | Д2                       | 31   | 10  | 9   | 19  | 2    |
| 1975-76                  | «Металург» Нк            | Д3                       | -    | 39  | -   | -   | -    |
| 1976-77                  | «Металург» Нк            | Д3                       | -    | 36  | -   | -   | -    |
| 1977-78                  | «Металург» Нк            | Д3                       | -    | 57  | -   | -   | -    |
| 1978-79                  | СКА (Новосибірськ)       | Д3                       | 44   | 40  | 34  | 74  | 22   |
| 1979-80                  | СКА (Новосибірськ)       | Д2                       | 34   | 29  | 26  | 55  | 4    |
| 1979-80                  | «Металург» Нк            | Д3                       | 22   | 18  | 7   | 25  | 6    |
| 1979-80                  | «Іжсталь»                | Д1                       | 9    | 0   | 1   | 1   | 0    |
| 1979-80                  | «Іжсталь»                | Д2                       | 6    | 0   | 5   | 5   | 0    |
| 1980-81                  | «Іжсталь»                | Д2                       | 60   | 50  | 50  | 100 | 20   |
| 1980-81                  | «Іжсталь»                | Д2                       | 12   | 3   | 5   | 8   | -    |
| 1981-82                  | «Іжсталь»                | Д1                       | 44   | 12  | 21  | 33  | 12   |
| 1981-82                  | «Іжсталь»                | Д2                       | 13   | 5   | 14  | 19  | 4    |
| 1982-83                  | «Іжсталь»                | Д1                       | 42   | 15  | 8   | 23  | 12   |
| 1982-83                  | «Іжсталь»                | Д2                       | 16   | 8   | 3   | 11  | 6    |
| 1983-84                  | «Іжсталь»                | Д1                       | 44   | 10  | 14  | 24  | 16   |
| 1984-85                  | «Іжсталь»                | Д1                       | 32   | 16  | 23  | 39  | 10   |
| 1984-85                  | «Іжсталь»                | Д2                       | 16   | 10  | 18  | 28  | -    |
| 1985-86                  | «Іжсталь»                | Д1                       | 22   | 14  | 17  | 31  | 12   |
| 1985-86                  | «Іжсталь»                | Д2                       | 10   | 0   | 2   | 2   | 4    |
| 1986-87                  | «Іжсталь»                | Д2                       | 59   | 37  | 44  | 81  | 26   |
| 1987-88                  | «Іжсталь»                | Д1                       | 25   | 15  | 8   | 23  | 12   |
| 1987-88                  | «Іжсталь»                | Д2                       | 35   | 13  | 21  | 34  | 16   |
| 1988-89                  | «Іжсталь»                | Д2                       | 66   | 26  | 42  | 68  | 26   |
| 1989-90                  | «Іжсталь»                | Д2                       | 52   | 22  | 24  | 46  | 10   |
| 1990-91                  | «Іжсталь»                | Д2                       | 50   | 17  | 27  | 44  | 10   |
| 1991-92                  | «Іжсталь»                | Д2                       | 42   | 13  | 13  | 26  | 6    |
| Всього у вищій лізі      | Всього у вищій лізі      | Всього у вищій лізі      | 218  | 81  | 93  | 174 | 74   |
| Всього в чемпіонаті СРСР | Всього в чемпіонаті СРСР | Всього в чемпіонаті СРСР | 836+ | 533 | 443 | 976 | 242+ |
| 1993-94                  | «Прогрес» (Глазов)       | Д2                       | 38   | 9   | 16  | 25  | 16   |

Статистика виступів у офіційних турнірах:
| Сезон   | Клуб          | Турнір | І | Г | П | О | ШХ |
| ------- | ------------- | ------ | - | - | - | - | -- |
| 1972-73 | «Металург» Нк | КС     |   | 2 |   |   |    |
| 1973-74 | «Металург» Нк | КС     |   |   |   |   |    |
| 1981-82 | «Іжсталь»     | СС     | 6 | 3 | 1 | 4 |    |
| 1982-83 | «Іжсталь»     | СС     |   | 1 |   |   |    |
| 1984-85 | «Іжсталь»     | СС     |   | 1 |   |   |    |
| 1985-86 | «Іжсталь»     | СС     |   | 3 | 3 | 6 |    |
|         | «Іжсталь»     | КП     |   | 3 | 3 | 6 |    |
| 1986-88 | «Іжсталь»     | КС     | 2 | 0 |   |   |    |
| 1987-88 | «Іжсталь»     | СС     |   | 1 |   |   |    |
|         | «Іжсталь»     | КП     |   | 4 |   |   |    |
| 1989-90 | «Іжсталь»     | КП     |   | 1 |   |   |    |

1. У сезоні 1972-73 «Іжсталь» провела два матчі. Два голи Абрамов завив «динамівцям» з Риги. Невідомі автори закинутих шайб у грі з талліннським «Екскаватором» (14:0).
2. У сезоні 1973-74 відомі лише результати матчів.

У юніорській і молодіжній збірних:
| Рік  | Команда          | Турнір | Місце | І | Г | П | О  | ШХ |
| ---- | ---------------- | ------ | ----- | - | - | - | -- | -- |
| 1974 | СРСР (юніорська) | ЮЧЄ    |       | 5 | 8 | 3 | 11 |    |
| 1975 | СРСР (юніорська) | ЮЧЄ    |       | 5 | 6 | 1 | 7  |    |
|      | СРСР (молодіжна) | МЧС    |       |   | 2 | 3 | 5  |    |
| 1976 | СРСР (молодіжна) | МЧС    |       |   | 2 | 0 | 2  |    |